# 구리타 마크 아제이
구리타 마크 아제이(일본어: 栗田 マーク アジェイ, 1998년 3월 7일~)는 일본의 축구 선수이다.

## 구단 경력
그는 2020년 J3리그의 가마타마레 사누키에 입단했다. 2021년까지 50경기에 출전하여, 7득점을 넣었다. 2022년 일본 풋볼 리그의 스즈카 포인트 게터스로 이적했다.